# Noise rock
El noise rock (rock ruidoso en inglés) (a veces llamado noisecore o noise punk) es un género musical que utiliza música compuesta por elementos musicales no tradicionales, y carece de la mayoría de los elementos de la estructura musical como armonía y ritmo. Enmarcado dentro del rock alternativo nacido a mediados de los años 1980 y desarrollado fundamentalmente en Estados Unidos, aunque con ramificaciones en Gran Bretaña y otros países. Generalmente se distingue entre el noise y géneros como el noise rock (así como el relacionado noise pop), subgéneros de la corriente del rock alternativo que incorporan elementos de disonancia, guitarras fuertemente distorsionadas y feedback a una estructura basada en subgéneros del rock (como el rock alternativo, el punk y el metal), lo que los distancia del abandono de cualquier estructura o género propuesto por los artistas de noise. El género ha sido influencia de géneros como el grindcore y el post-hardcore. Este género del rock es conocido por la improvisación de las piezas musicales e instrumentales.
Si bien el noise rock se considera un subgénero del rock alternativo que nació en los comienzos y a mediados de los 80', tiene precedentes varios años atrás como en el álbum White Light/White Heat de The Velvet Underground y el álbum homónimo de The Beatles, ambos de 1968.

## Pigfuck
El pigfuck o pigfucker es un estilo abrasivo de noise rock que surgió del enfoque poco convencional del movimiento punk de mediados de los años 80. Caracterizado por guitarras ásperas y cargadas de retroalimentación, ritmos de bajo sucios, una atmósfera morbosa y una composición vulgar, este estilo combina la agresividad cruda del noise rock con elementos disonantes y skronky de posindustrial, y ocasionales riffs blueseros. Se inspira en la guitarra minimalista y angular del post-punk, la agresividad del post-hardcore y los estilos angulares y atonales de la escena no wave neoyorquina. Las bandas que se formaron se vieron influenciadas por el espíritu de regreso a lo básico del garage punk y los riffs blueseros del punk blues, y en ocasiones se solaparon con el sonido mecánico del rock industrial temprano. Los artistas también incorporaron temas líricos e iconografía oscuros y obscenos, con un alto grado de impacto en torno a temas como la muerte, la violencia, el sexo y la religión.
El término pigfuck fue acuñado en 1987 por el crítico musical Robert Christgau como una etiqueta despectiva para describir el sonido de los primeros Sonic Youth, que la banda finalmente rechazó. A pesar de la vulgaridad del término, fue adoptado por bandas y fans del underground estadounidense y apareció con frecuencia en fanzines punk de la época. A medida que Sonic Youth se alejaba del sonido más áspero de sus primeros trabajos, el término se asoció más estrechamente con discográficas como Touch and Go o Amphetamine Reptile. El sonido abarcaba desde la psicodelia ácida de Butthole Surfers y Scratch Acid hasta la pesadez discordante de Flipper o Swans. Otros grupos notables incluyen Pussy Galore, conocido por su versión extremadamente disonante del bluesero garage punk, y Big Black, que incorporó cajas de ritmos de estilo industrial y púas de guitarra metálicas con muescas para crear un distintivo tono de guitarra rasposo y metálico. El líder de esta última banda, Steve Albini, se convirtió en un productor influyente en el género y dentro de la escena alternativa en general, reconocido por su trabajo en álbumes que incluían Tweez de Slint y, el más mainstream, In Utero de Nirvana.
Para la década de 1990, muchos grupos clave de pigfuck se habían disuelto o formado nuevos proyectos, y algunos (notablemente Royal Trux y The Jesus Lizard) ganaron popularidad en la escena musical alternativa. Continuaron influyendo en nuevos grupos, como Today Is The Day, que a su vez inspiró a pioneros del mathcore como Botch o Deadguy. Otra de las bandas de Albini, Shellac, contribuyó significativamente al desarrollo del math rock con su uso de ritmos intrincados y un estilo de riffs angulares.

## Artistas (en orden cronológico)
Con base en.

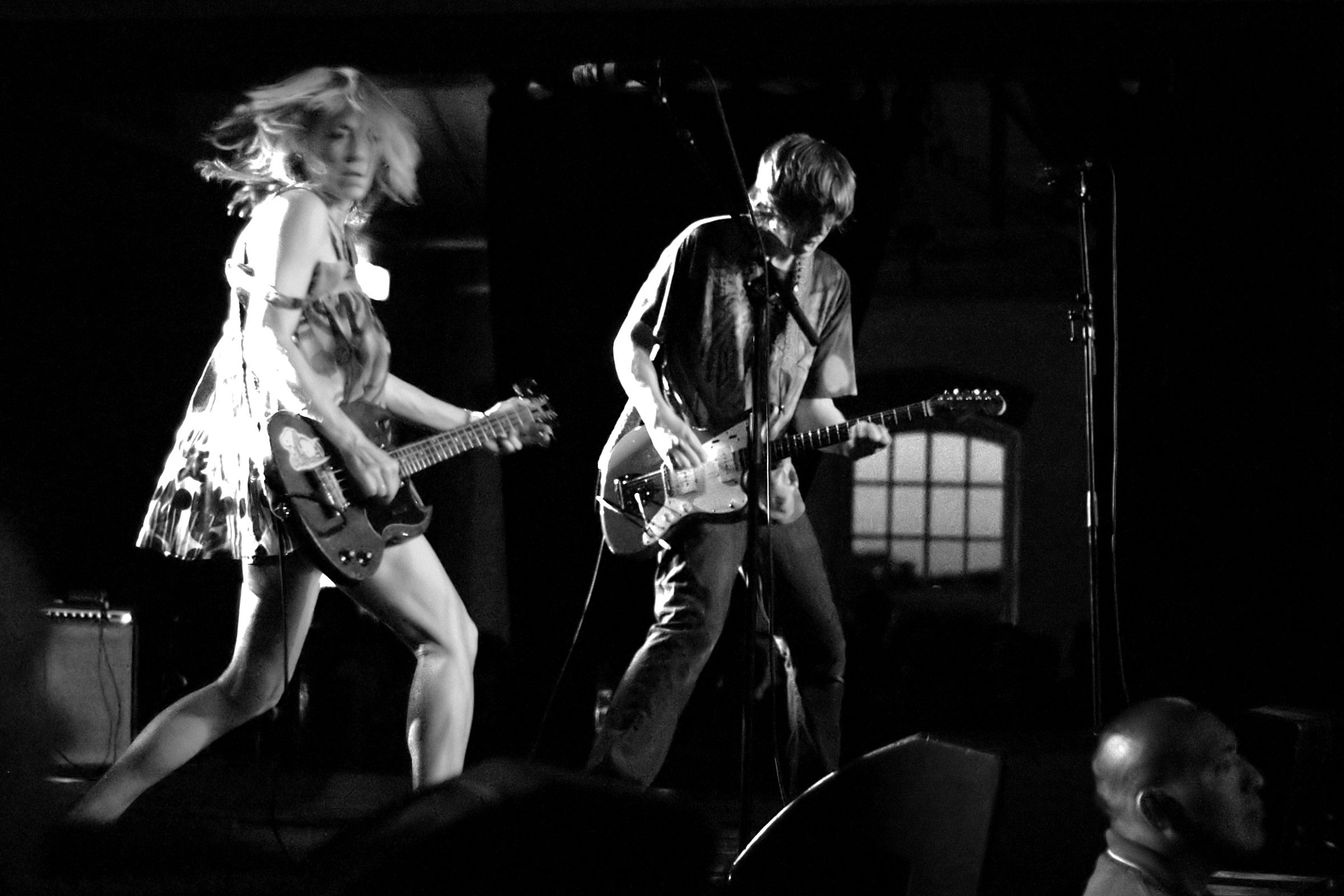
Sonic Youth
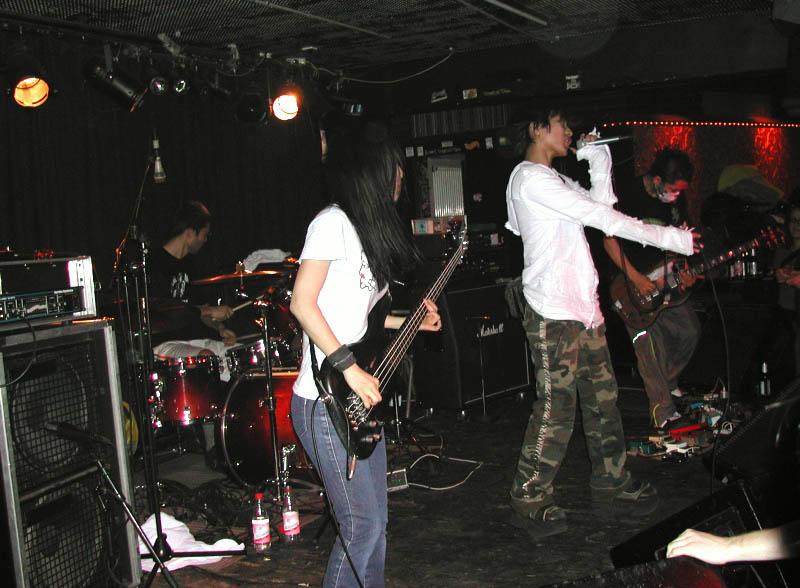
Melt-Banana
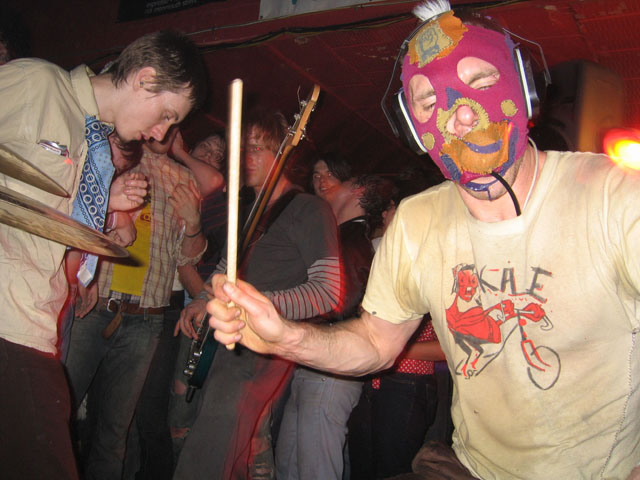
Lightning Bolt
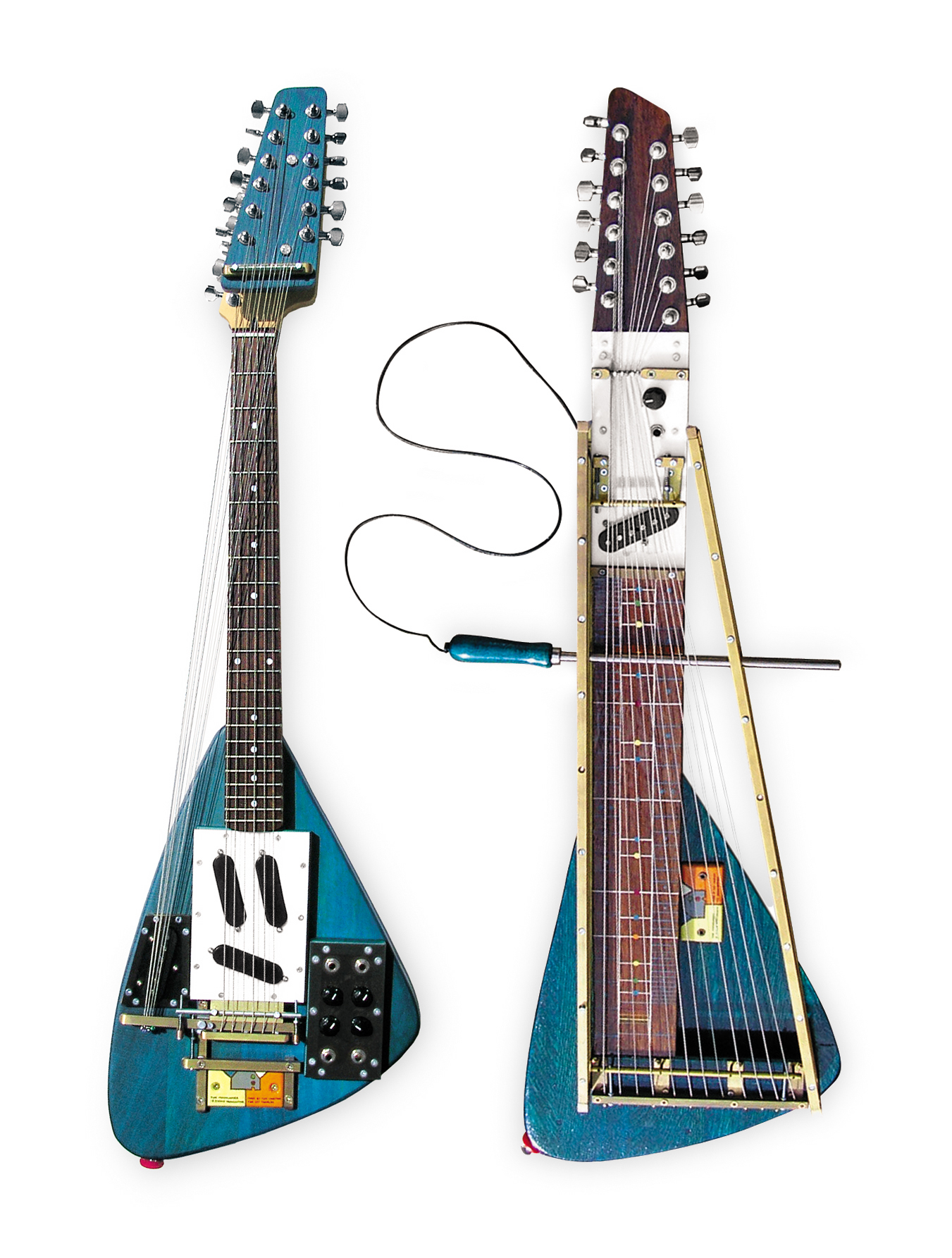
Moonlander & Moodswinger, Yuri Landman
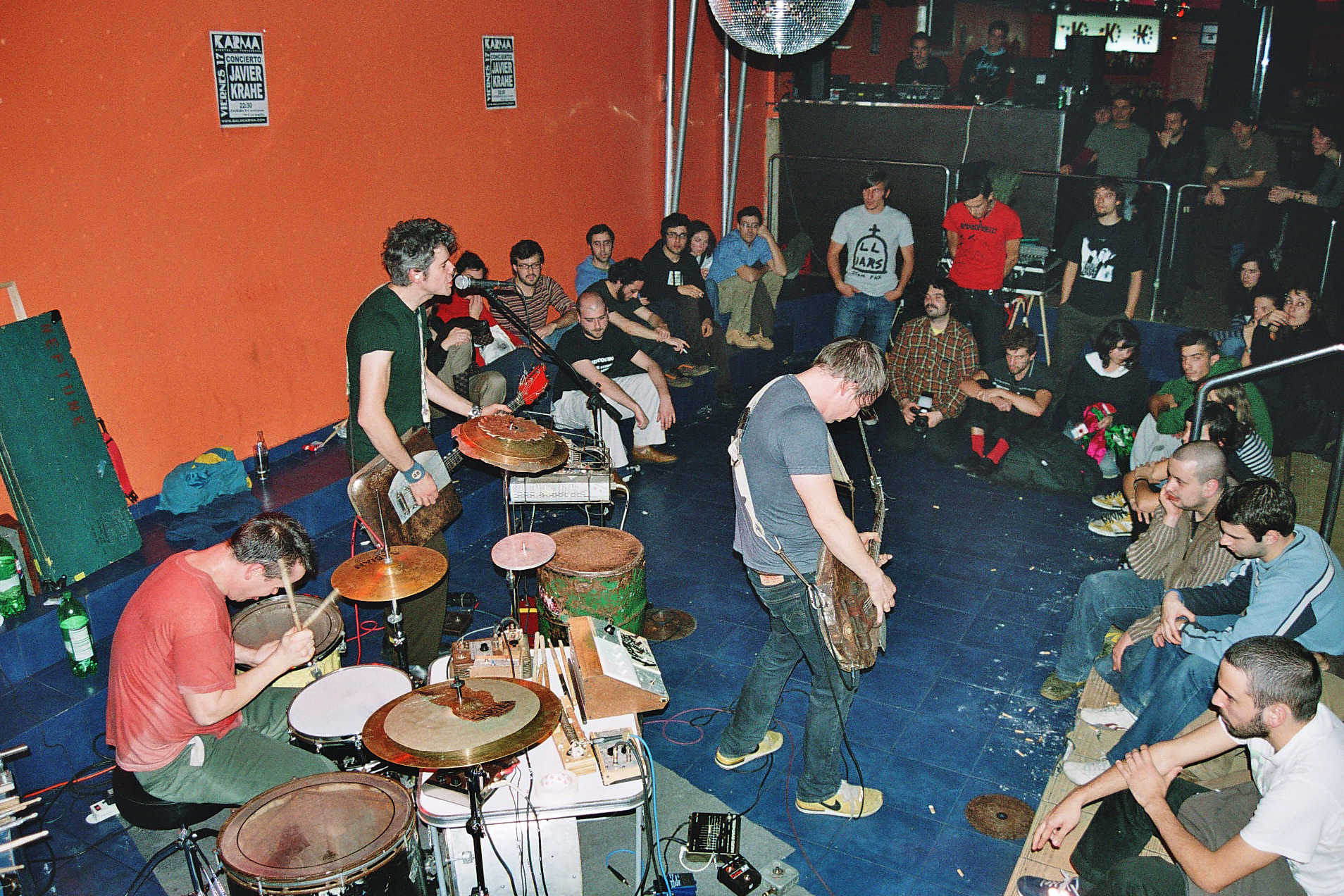
Neptune